# Poasonova raspodela
U teoriji verovatnoće i statistici Poasonova raspodela, koja je nazvana po francuskom matematičaru Simeonu Poasonu, jeste diskretna raspodela verovatnoće koja izražava verovatnoću da se određeni broj događaja dogodio u fiksnom intervalu vremena ili prostora ako se ti događaji događaju sa poznatom konstantnom brzinom i nezavisno od vremena od poslednjeg događaja. Poasonova distribucija se takođe može koristiti za broj događaja u drugim vidovima intervala, kao što su udaljenost, površina ili zapremina.
Na primer, pojedinac koji prati količinu pošte koju dobija svaki dan može primetiti da primi u proseku 4 pisma dnevno. Ako primanje bilo kojeg pisma ne utiče na vreme dolaska budućih komada pošte, tj. ako pisma od širokog spektra izvora dolaze nezavisno jedno od drugog, onda je razumna pretpostavka da se broj primljenih komada pošte u danu pokorava Poasonovoj distribuciji. Ostali primeri koji mogu slediti Poasonovu distribuciju uključuju broj telefonskih poziva koje je primio pozivni centar na sat i broj događaja raspada u sekundi iz radioaktivnog izvora.

## Istorija
Ovu distribuciju je uveo Simeon Poason (1781–1840). Ona je objavljena zajedno sa njegovom teorijom verovatnoće 1837. godine u njegovom radu pod naslovom „Istraživanje verovatnoće presuda u krivičnim i građanskim stvarima” (Recherches sur la probabilité des jugements en matière criminelle et en matière civile). Rad je teoretizirao o broju pogrešnih presuda u datoj zemlji fokusirajući se na određene randomne promenljive N koje između ostalog računaju broj diskretnih pojava (koje se ponekad nazivaju „događaji” ili „dolasci”) koji se dešavaju tokom vremena - intervala date dužine. Rezultat je prethodno dao Abram de Moavr (1711) u radu s naslovom De Mensura Sortis seu; de Probabilitate Eventuum in Ludis a Casu Fortuito Pendentibus u Filozofskim transakcijama Kraljevskog društva, str. 219.:157 To ga čini primerom Stiglerovog zakona i neki autori sumatraju da bi Poasonova distribucija trebalo da nosi ime de Moavra.
Praktičnu primenu ove raspodele opisao je Vladislav Bortkevič 1898. godine, kada je dobio zadatak da istraži broj vojnika u pruskoj vojsci koji su slučajno ubijeni konjskim udarcima; ovaj eksperiment je uveo Poasonovu distribuciju u polje inženjerstva pouzdanosti.

## Definicija
Za diskretnu randomnu promenljivu X  se kaže da ima Poasonovu distribuciju sa parametrom λ > 0, ako je za k = 0, 1, 2, ..., funkcija verovatnoće od X  data sa:
{\displaystyle \!f(k;\lambda )=\Pr(X=k)={\frac {\lambda ^{k}e^{-\lambda }}{k!}},}
gde je
- e je Ojlerov broj (e = 2.71828...)
- ! je faktorijel od k.

Pozitivni realni broj λ je jednak sa očekivanom vrednosti od X i takođe sa njegovom varijansom
{\displaystyle \lambda =\operatorname {E} (X)=\operatorname {Var} (X).}
Poasonova raspodela se može primeniti na sisteme sa velikim brojem mogućih događaja, svaki od kojih je redak. Koliko će se takvih događaja dogoditi u određenom vremenskom intervalu? Pod adekvatnim okolnostima, ovo je slučajni broj sa Poasonovom raspodelom.
Konvencionalna definicija Poasonove distribucije sadrži dva člana koja lako mogu biti preplavljeni na računarima: λ i k!. Frakcija od λ do k! takođe može da proizvede grešku zaokruživanja koja je vrlo velika u poređenju sa e−λ, i stoga daje pogrešan rezultat. Radi numeričke stabilnosti, funkciju Poasonove verovatnoće treba izračunavati kao
{\displaystyle \!f(k;\lambda )=\exp \left\{{k\ln \lambda -\lambda -\ln \Gamma (k+1)}\right\},}
što je matematički ekvivalentno i numerički stabilno. Prirodni logaritam gama funkcije se može dobiti koristeći lgamma funkciju u C standardnoj biblioteci (C99 verzija) ili u R jeziku, gammaln funkciju u MATLABu ili SciPy, ili log_gamma funkciju u Fortranu 2008 i kasnijim.

## Osobine

### Opisna statistika
- Očekivana vrednost i varijansa Poasonski-raspodeljene randomne promenljive su oba jednaka λ.
- Koeficijent varijacije je {\displaystyle \textstyle \lambda ^{-1/2}}, dok je indeks disperzije 1.[10]:163
- Srednja apsolutna devijacija oko srednje vrednosti je [10]:163

{\displaystyle \operatorname {E} [|X-\lambda |]={\frac {2\lambda ^{\lfloor \lambda \rfloor +1}e^{-\lambda }}{\lfloor \lambda \rfloor !}}.}
- Modus Poasonski-raspodeljene randomne promenljive sa necelobrojnim λ je jednak {\displaystyle \scriptstyle \lfloor \lambda \rfloor }, što je najveći ceo broj manji ili jednak od λ. Ovo se isto tako zapisuje kao floor(λ). Kad je λ pozitivni ceo broj, modusi su λ i λ − 1.
- Svi kumulanti Poasonove raspodele jednaki su očekivanoj vrednosti λ. -ti faktorijalni momenat Poasonove raspodele je λ.
- Očekivana vrednost Poasonovog procesa ponekad se razlaže na proizvod intenziteta i izloženosti (ili opštije izražava se kao integral „funkcije intenziteta” tokom vremena ili prostora, ponekad opisivana kao „izloženost”).[11]

### Mediana
Granice za medijanu ({\displaystyle \nu }) raspodele su poznate i oštre su:
{\displaystyle \lambda -\ln 2\leq \nu <\lambda +{\frac {1}{3}}.}

### Viši momenti
- Viši momenti  Poasonove raspodele oko koordinatnog početka su Tišardovi polinomi u λ:

{\displaystyle m_{k}=\sum _{i=0}^{k}\lambda ^{i}\left\{{\begin{matrix}k\\i\end{matrix}}\right\},}
gde vitičaste zagrade označavaju Stirlingove brojeve druge vrste.:6 Koeficijenti polinoma imaju kombinatorijalno značenje. Zapravo, kada je očekivana vrednost Poasonove raspodele 1, tada formula Dobinskog nalaže da je n-ti momenat jednak broju particija skupa veličine n.
Za necentrirane momente se definiše {\displaystyle B=k/\lambda }, i tada je
{\displaystyle E[X^{k}]^{1/k}\leq C\cdot {\begin{cases}k/B&{\text{if}}\quad B<e\\k/\log B&{\text{if}}\quad B\geq e\end{cases}}}
pri čemu je {\displaystyle C} apsolutna konstanta veća od 0.

### Sume Poason-raspodeljenih slučajnih promenljivih
Ako su {\displaystyle X_{i}\sim \operatorname {Pois} (\lambda _{i})} za {\displaystyle i=1,\dotsc ,n} nezavisni, onda je {\displaystyle \sum _{i=1}^{n}X_{i}\sim \operatorname {Pois} \left(\sum _{i=1}^{n}\lambda _{i}\right)}.:65 Suprotna je Rajkova teorema, koja navodi da ako je suma dve nezavisne randomne promenljive dosledna Poasonovoj raspodeli, onda je svaka od njih nezavisna randomna promenljiva.

## Literatura
- Ahrens, Joachim H.; Dieter, Ulrich (1974). „Computer Methods for Sampling from Gamma, Beta, Poisson and Binomial Distributions”. Computing. 12 (3): 223—246. doi:10.1007/BF02293108.
- Ahrens, Joachim H.; Dieter, Ulrich (1982). „Computer Generation of Poisson Deviates”. ACM Transactions on Mathematical Software. 8 (2): 163—179. doi:10.1145/355993.355997.
- Evans, Ronald J.; Boersma, J.; Blachman, N. M.; Jagers, A. A. (1988). „The Entropy of a Poisson Distribution: Problem 87-6”. SIAM Review. 30 (2): 314—317. doi:10.1137/1030059.
- Knuth, Donald E. (1969). Seminumerical Algorithms. The Art of Computer Programming. 2. Addison Wesley.
- Shanmugam, Ramalingam (2013). „Informatics about fear to report rapes using bumped-up Poisson model”. American Journal of Biostatistics. 3 (1): 17—29. doi:10.3844/amjbsp.2013.17.29.

## Spoljašnje veze
- Clarke, R. D., F.I.A. „An Application of the Poisson Distribution” (PDF). Institute and Faculty of Actuaries. Приступљено 7. 7. 2019.